# Кравець Андрій Володимирович

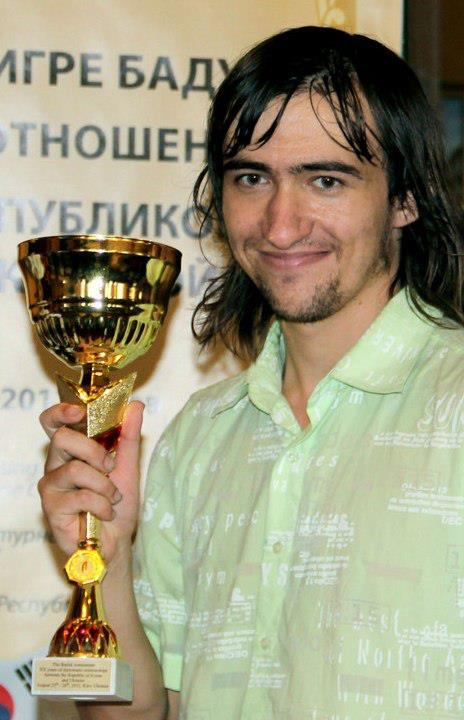
Andrij Kravets, 2012.

Андрій Володимирович Кравець  (aka "Клапан") (народився 12 грудня 1990, Рівне) — український гравець в ґо, майстер спорту міжнародного класу, 1 професіональний дан Європейської федерації ґо, учасник численних аматорських міжнародних змагань (3rd European Pro Qualification, 2016), чемпіон України 2012 та 2015 років.

## Ґо кар'єра
1999 — почав тренування.
2002 — 1 місце, Youth Go Championship in category under 12, Прага (Чехія).
2006 — став 4 даном.
2008 — став 5 даном.
2008 — участь в 1st World Mind Sports — Пекінська інтеліада, Пекін (Китай).
2010 — 2 місце, Чемпіонат України (Виша ліга), Київ (Україна).
2011, 2012, 2013 — 3 місце, the European Team championship.
2012 — став 6 даном.
2012 — 3 місце, 5th Shusaku Cup, Targu Mures (Румунія).
2012 — 3 місце, European Iwamoto Memorial, Амстердам (Нідерланди).
2012 та 2015 — 1 місце, Чемпіонат України (Виша ліга), Київ (Україна).
Липень 2017 —  перемога в кваліфікаційному турнірі на статус професіонала Європейської федерації го.
Липень 2023 —  1 місце на European Championship 2023, Лейпциг (Німеччина).